# 栄 (新潟市)
栄（さかえ）は、新潟県新潟市西蒲区の大字。郵便番号は953-0102。

## 概要
1967年（昭和42年）から現在の大字。もとは1889年（明治22年）から1967年（昭和42年）まであった岩室村字田子島、字尻引の区域の一部。

### 隣接する町字
北から東回り順に、以下の町字と隣接する。
- 鷲ノ木
- 油島
- 新谷
- 橋本
- 岩室温泉
- 樋曽

## 歴史

### 統合した町字
1967年（昭和42年）に以下の町字を統合。
尻引（しりびき）
1889年（明治22年）から1967年（昭和42年）の大字。矢川右岸に位置する。
もとは江戸時代から1889年（明治22年）まであった尻引村の区域の一部で、1649年（慶安2年）までに開発されて成立。。
田子島（たごじま）
1889年（明治22年）から1967年（昭和42年）の大字。矢川右岸に位置する。
もとは江戸時代から1889年（明治22年）まであった田子島村の区域の一部で、承応、明暦年間頃に開発されて成立。1967年（昭和42年）に「栄」となる。

### 年表
- 1889年（明治22年）4月1日 : 合併により尻引村と田子島村が岩室村の大字となる。
- 1967年（昭和42年） : 尻引と田子島が統合され、栄となる。
- 2005年（平成17年）3月21日 : 合併により新潟市の大字となる。
- 2007年（平成19年）4月1日 : 新潟市の政令指定都市移行により、西蒲区の大字となる。

## 世帯数と人口
2018年（平成30年）1月31日現在の世帯数と人口は以下の通りである。
| 大字 | 世帯数 | 人口  |
| ---- | ------ | ----- |
| 栄   | 52世帯 | 193人 |

## 小・中学校の学区
市立小・中学校に通う場合、学区は以下の通りとなる。
| 番地 | 小学校             | 中学校             |
| ---- | ------------------ | ------------------ |
| 全域 | 新潟市立岩室小学校 | 新潟市立岩室中学校 |

## 交通

### 道路
- 新潟県道2号新潟寺泊線
- 新潟県道55号新潟五泉間瀬線